# Émile Derlin Zinsou
Pour les articles homonymes, voir Zinsou.
Émile Derlin Zinsou, né le 23 mars 1918 à Ouidah et mort le 28 juillet 2016 à Cotonou, est un homme d'État béninois, président de la république du Dahomey du 17 juillet 1968 au 10 décembre 1969.

## Biographie
Ancien élève de l'École normale William-Ponty (Sénégal), diplômé de la faculté de médecine de Dakar, il entre en politique dès l'indépendance de la république du Dahomey. 
Le régime militaire qui a pris le pouvoir en 1967 le propulse à la présidence le 17 juillet 1968, jusqu'à un putsch qui le renverse en décembre 1969. Il est un des principaux opposants au régime de parti unique imposé par Mathieu Kérékou de 1974 à 1990.
Le 16 janvier 1977, une tentative de coup d'État menée par un groupe de mercenaires dirigé par Bob Denard a lieu au Bénin. L'opération, dénommée « opération Crevette » et qui avait pour but de renverser le régime marxiste du Général Mathieu Kérékou, est un échec. Plusieurs accusations sont lancées contre Émile Derlin Zinsou par le pouvoir en place au Bénin. Bob Denard affirmera dans ses mémoires que ce putsch avait pour objectif de restaurer Zinsou à la tête du pays. Émile Derlin Zinsou a toujours nié toute participation à cette opération. Il n'a cependant émis aucun commentaires sur le livre de Bob Denard qui affirme qu'il était à bord de l'avion des mercenaires le 16 janvier 1977 attendant d'être proclamé président de la République en cas de succès de l'opération.
Dans le processus de démocratisation du pays, Zinsou est membre du Haut Conseil pour la République fondé le 9 mars 1990 avec les anciens présidents Ahomadegbé, Congacou et Maga.
Il participe à la fondation de Union africaine le 12 juillet 2000 à Lomé. Il est également vice-président du Haut Conseil de la Francophonie. ainsi que président d'honneur de l'Organisation internationale de lutte contre la drépanocytose (OILD).
Son neveu, Lionel Zinsou, est Premier ministre du Bénin entre le 8 juin 2015 et le 6 avril 2016 et candidat malheureux à l'élection présidentielle de 2016 face à Patrice Talon.

## Décorations
- Commandeur de l’ordre national du Dahomey (1962)[4]
- Grand-croix de l'ordre national du Dahomey, de droit en qualité de grand maître de l'ordre (1968)[5]
- Grand-croix de l'ordre national de la Légion d'honneur, le 9 octobre 1996 par le président Jacques Chirac[6]